# Minamisaitama-gun

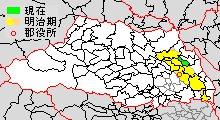
Lage des Kreises in Saitama, heutiger Rest grün, Meiji-zeitliche Ausdehnung gelb & orange, Kreisverwaltung rot

Minami-Saitama (jap. 南埼玉郡 -gun, deutsch ‚Kreis Süd-Saitama‘) ist ein Landkreis (-gun) der japanischen Präfektur (-ken) Saitama. Seit 2012 besteht er nur noch aus einer einzigen Gemeinde: der Stadt (-machi) Miyashiro. Süd-Saitama entstand 1879 bei der Reaktivierung der antiken Landkreise der Provinzen als moderne Verwaltungseinheit der Präfekturen, als der Kreis Saitama von Musashi in zwei Kreise von Saitama geteilt wurde: Nord- (Kita-) und Süd-Saitama. Das ursprüngliche Gebiet von Süd-Saitama bis 1954 umfasste die heutigen kreisfreien Städte (-shi) Koshigaya, Hasuda, Yashio, Shiraoka und Teile der heutigen Städte Saitama, Kasukabe, Sōka und Kuki.

## Gemeinden 1889
Städte (-machi), Dörfer (-mura) und Gemeindeverbände (chōson kumiai) im Kreis Süd-Saitama 1889, deren Nachfolger und unterstrichen das Jahr des Ausscheidens, sowie Gemeinden im 21. Jahrhundert in Flächenfarben:
1. 岩槻町 Iwatsuki-machi, Sitz der Kreisverwaltung, ab Mai 1954 zu einer neuen Iwatsuki-machi (ab Juli 1954 -shi), 2005 zu Saitama-shi
2. 八条村 Hachijō-mura, 1956 zu Yashio-mura (ab 1956 -machi, ab 1972 -shi) und ein kleiner Teil zu Sōka-machi
3. 新和村 Niiwa-mura, ab Mai 1954 zu Iwatsuki-machi (ab Juli 1954 -shi), 2005 zu Saitama-shi
4. 新方村 Niikata-mura, 1954 zu Koshigaya-machi (ab 1958 -shi)
5. 豊春村 Toyoharu-mura, 1954 zu Kasukabe-shi
6. 大相模村 Ōsagami-mura, 1954 zu Koshigaya-machi (ab 1958 -shi)
7. 大袋村 Ōbukuro-mura, 1954 zu Koshigaya-machi (ab 1958 -shi)
8. 荻島村 Ogishima-mura, 1954 zu Koshigaya-machi (ab 1958 -shi)
9. 大山村 Ōyama-mura, 1954 zwischen Shiraoka-machi (ab 2012 -shi) und Shōbu-machi (2010 zu Kuki-shi) geteilt
10. 小林村 Obayashi-mura, 1954 zu Shōbu-machi, 2010 zu Kuki-shi
11. 太田村 Ōta-mura, 1954 zu Kuki-machi (ab 1971 -shi)
12. 鷲宮町 Washimiya-machi, 2010 zu Kuki-shi
13. 和土村 Wado-mura, Mai 1954 zu Iwatsuki-machi (ab Juli 1954 -shi), 2005 zu Saitama-shi
14. 川柳村 Kawayagi-mura, 1955 zu Sōka-machi (ab 1958 -shi), Teile November 1955 zu Koshigaya-machi
15. 蒲生村 Gamō-mura, 1954 zu Koshigaya-machi (ab 1958 -shi)
16. 川通村 Kawadōri-mura, Mai 1954 zu Iwatsuki-machi (ab Juli 1954 -shi), 2005 zu Saitama-shi
17. 粕壁町 Kasukabe-machi, 1944 zu 春日部町 Kasukabe-machi (andere Schreibung! Ab 1954 -shi, Neugründungsfusion 2005)
18. 柏崎村 Kashiwazaki-mura, Mai 1954 zu Iwatsuki-machi (ab Juli 1954 -shi), 2005 zu Saitama-shi
19. 河合村 Kawai-mura, Mai 1954 zu Iwatsuki-machi (ab Juli 1954 -shi), 2005 zu Saitama-shi
20. 栢間村 Kayama-mura, 1954 zu Shōbu-machi, 2010 zu Kuki-shi
21. 武里村 Takesato-mura, 1954 zu Kasukabe-shi
22. 内牧村 Uchimaki-mura, 1954 zu Kasukabe-machi (ab 1954 -shi)
23. 黒浜村 Kurohama-mura, 1954 zu Hasuda-machi (ab 1972 -shi)
24. 八幡村 Yawata-mura, 1956 zu Yashio-mura (ab 1956 -machi, ab 1972 -shi)
25. 増林村 Masubayashi-mura, 1954 zu Koshigaya-machi (ab 1958 -shi)
26. 久喜町 Kuki-machi, 1954 zu einer neuen Kuki-machi (ab 1971 -shi, 2010 Neugründungsfusion)
27. 越ヶ谷町 Koshigaya-machi, 1954 zu einer neuen 越谷町 Koshigaya-machi (andere Schreibung! Ab 1958 -shi)
28. 大沢町 Ōsawa-machi, 1954 zu Koshigaya-machi (ab 1958 -shi)
29. 江面村 Ezura-mura, 1954 zu Kuki-machi (ab 1971 -shi)
30. 出羽村 Dewa-mura, 1954 zu Koshigaya-machi (ab 1958 -shi)
31. 三箇村 Sanga-mura, 1954 zu Shōbu-machi, 2010 zu Kuki-shi
32. 桜井村 Sakurai-mura, 1954 zu Koshigaya-machi (ab 1958 -shi)
33. 清久村 Kiyoku-mura, 1954 zu Kuki-machi (ab 1971 -shi)
34. 菖蒲町 Shōbu-machi, 1954 zu einer neuen Shōbu-machi, 2010 zu Kuki-shi
35. 篠津村 Shinozu-mura, 1954 zu Shiraoka-machi (ab 2012 -shi)
36. 慈恩寺村 Jionji-mura, ab Mai 1954 zu Iwatsuki-machi (ab Juli 1954 -shi), 2005 zu Saitama-shi
37. 潮止村 Shiodome-mura, 1956 zu Yashio-mura (ab 1956 -machi, ab 1972 -shi)
38. 平野村 Hirano-mura, 1954 zu Hasuda-machi (ab 1972 -shi)
39. 百間村 Monma-mura, 1955 zu Miyashiro-machi
40. 須賀村 Suka-mura, 1955 zu Miyashiro-machi
41. 綾瀬村 Ayase-mura, ab 1934 蓮田町 Hasuda-machi (1954 Neugründungsfusion, ab 1972 -shi)

- A Gemeindeverband Hikatsu (日勝組合村) aus neun Dörfern (Okaizumi, Sanagaya, Senda, Koguki, Kami-Noda, Shimo-Noda, Tsumetagaya, Ōta-Arai, Hikogoe), 1895 als 日勝村 Hikatsu-mura voll vereinigt, 1954 zu Shiraoka-machi (ab 2012 -shi)